# Nagaur (distrikt)
Nagaur är ett distrikt i den indiska delstaten Rajasthan. Den administrativa huvudorten är staden Nagaur. Distriktets befolkningen uppgick till 2 775 058 invånare vid folkräkningen 2001, på en yta av 17 718 km².

## Administrativ indelning
Distriktet är indelat i tio tehsil, en kommunliknande administrativ enhet:
- Degana
- Didwana
- Jayal
- Kheenvsar
- Ladnu
- Makrana
- Merta
- Nagaur
- Nawa
- Parbatsar

## Urbanisering
Distriktets urbaniseringsgrad uppgick till 17,20 % vid folkräkningen 2001. Den största staden är huvudorten Nagaur. Ytterligare elva samhällen har urban status:
- Basni Belima, Didwana, Goredi Chancha, Kuchaman City, Kuchera, Ladnu, Makrana, Merta City, Mundwa, Nawa, Parbatsar